# Utvidgningskoefficient

Tyndalls demonstration utgörs av vaggan d, i vilken staven b i ena änden fastsätts med en genomgående sprint c (avsiktligt svagare än mutter och vagga) och i andra ändan skruvas muttern a fast. När elden e hettar upp staven utvidgas den, och muttern a måste dras åt för att ligga an mot vaggan. När så elden släckts och staven svalnar kommer den att dra sig samman igen varvid sprinten deformeras eller rent av knäcks.

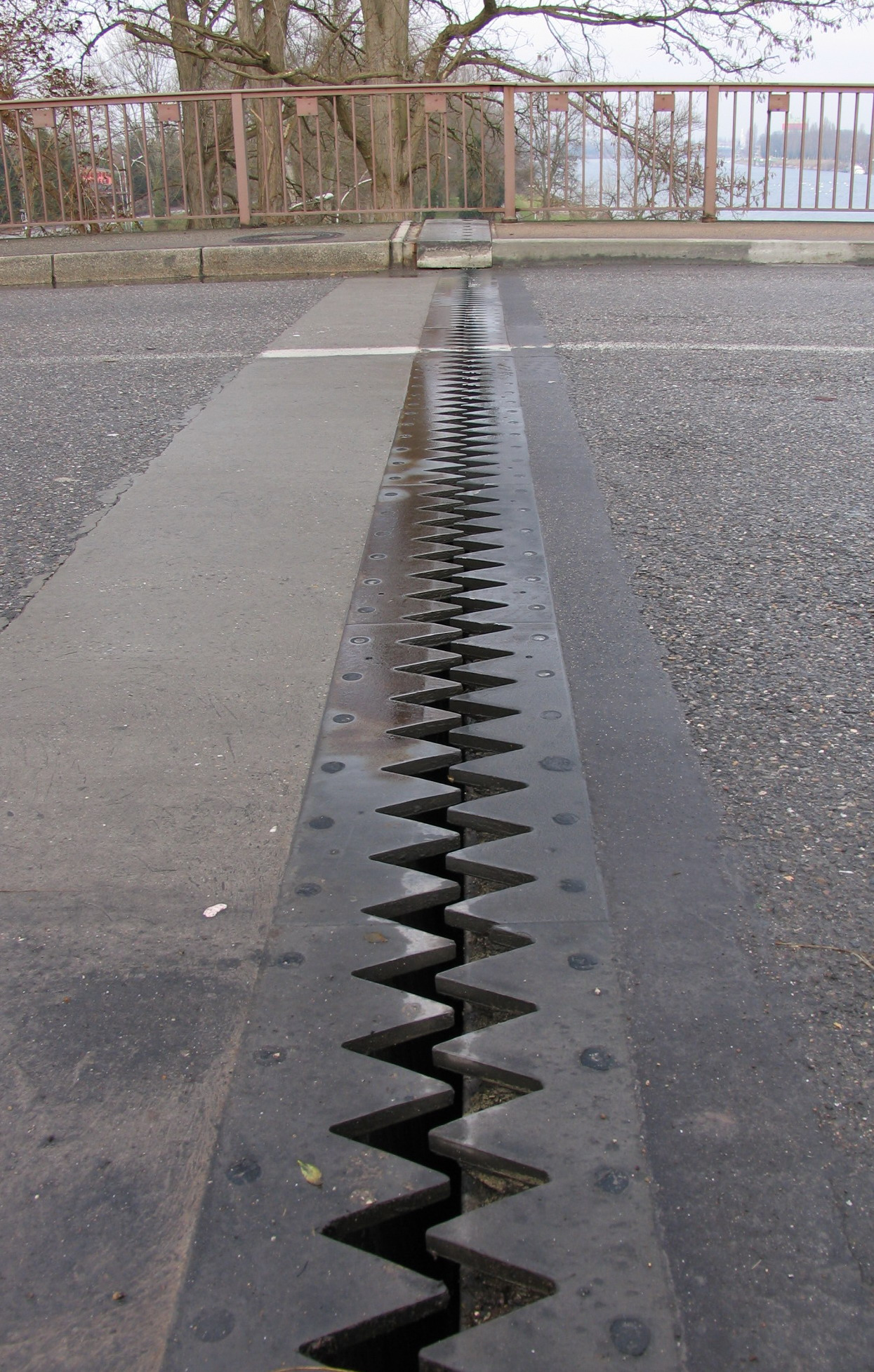
Expansionsfog på en bro används för att förhindra skador på grund av termisk utvidgning.

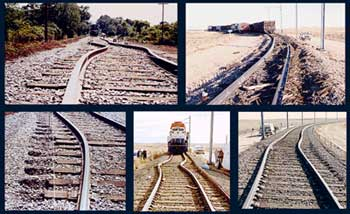
Solkurvor som uppstått på starkt solbelysta järnvägsspår.

Utvidgningskoefficienten anger hur mycket ett föremåls storlek ändras för en viss temperaturändring hos föremålet.

## Allmänt
När ett materials temperatur ökar utvidgas vanligen materialet, vilket kallas för termisk expansion. Olika material utvidgar sig i olika grad och ett mått på denna egenskap är längdutvidgningskoefficienten, som anger den relativa längdändringen vid en viss temperaturändring.
∆ℓ = ℓ1 α (t2 – t1)
SI-enheten för längdutvidgningskoefficienten är 1 K−1. I tekniska sammanhang används ofta den mindre enheten mm/m/°C, där 1 mm/m/°C = 10-3 K-1.
Den relativa volymändringen anges av volymutvidgningskoefficienten som är approximativt tre gånger längdutvidgningskoefficienten.
För anisotropa material, till exempel kompositmaterial, är längdutvidgningskoefficienten i allmänhet riktningsberoende.
Nästan alla material har en positiv utvidgningskoefficient, där ett viktigt undantag är vatten vars volym minskar mellan fryspunkt och 4 °C. Vissa material – såsom zirkoniumvolframat och kolfiberarmerad plast (CFRP) – kan ha en negativ utvidgningskoefficient. I fallet med CFRP är den anisotrop (riktningsberoende).

## Hantering i konstruktioner
Längdutvidgningen måste beaktas i tekniska konstruktioner. Broar utförs normalt med en eller flera dilatationsfogar som kan ta upp rörelsen från termisk expansion. På liknande sätt har järnvägsräls skarvar med skarvöppningar som medger längdutvidgning hos rälsen. För spår som konstrueras med helsvetsad räls måste infästningen mellan räl och slipers vara dimensionerad för att kunna ta upp krafterna från den förhindrade expansionen. Om skarvöppningarnas är för små eller infästning av helsvetsad räls har otillräcklig styrka kan solkurvor uppstå vid höga temperaturer.

## Längdutvidgning hos olika material
Tabellen ger översiktliga exempel på längdutvidgningskoefficienter för olika material vid temperaturområdet 0–100 °C. För beräkning och design måste specifika uppgifter för aktuellt material inhämtas från leverantör eller norm.
| Material           | α/10E-6 (1/ °C) |
| ------------------ | --------------- |
| Aluminium          | 23              |
| Betong (torr)      | 9…14            |
| Bly                | 29              |
| Brons              | 18              |
| Ebonit             | 75…100          |
| Glas               | 3…10            |
| Granit             | 8               |
| Guld               | 14              |
| Invar              | 1               |
| Is                 | 50              |
| Järn               | 11…20           |
| Kalksten           | 5…16            |
| Kisel              | 2,5             |
| Kol (grafit)       | 2               |
| Konstantan         | 15              |
| Koppar             | 17              |
| Magnesium          | 26              |
| Mässing            | 18…21           |
| Natrium            | 70              |
| Nickel             | 13              |
| Paraffin           | 100…200         |
| Platina            | 8,9             |
| Plexiglas          | 70…100          |
| Porslin            | 2…5             |
| Rostfritt stål     | 18              |
| Silver             | 19              |
| Stål               | 8…18            |
| Svavel (rombiskt)  | 61              |
| Svavel (monoklint) | 120             |
| Tenn (vitt)        | 27              |
| Trä (längs fibern) | 5…9             |
| Uran               | 13              |
| Volfram            | 4,5             |
| Zink               | 30              |

## Några räkneexempel
Enkla kolstål har utvidgningskoefficienten 12×10-6 K-1 eller 0,000012 meter per grad och meter. Om man tar en balk som är 0,1 meter lång (100 millimeter) och värmer denna 30 grader så blir den 30×0,1×0,000012 = 3.6E-5 m längre eller 0,036 mm.
Balken ovan kan tänkas vara en räl i ett helsvetsat järnvägsspår som sammanfogades vid cirka 10 °C och som upplever en varm sommardag med temperatur på cirka 40 °C. Om rälens expansion förhindras kommer den att utsättas för en tryckspänning som är lika med töjningen gånger materialets elasticitetsmodul. För exemplet ovan är töjningen lika med ε = 0.00036 (-). Då elasticitetsmodulen för stål är cirka E = 210 GPa blir motsvarande spänning 2,4 MPa per grads upphettning, eller totalt ε × E = 75.6 MPa. Om rälen har profilen UIC60 (vikt 60 kg/m) blir kraften 582 kN eller cirka "60 ton", en avsevärd tryckkraft som måste tas upp av rälens infästning till sliper så att rälen inte knäcker ut i sidled.